# Вчитель року (фільм)
«Вчитель року»  (англ. School of Life) — американо-канадський драмедійний телефільм 2005 року режисера Вільяма Діра з Раяном Рейнольдсом у головній ролі.

## Сюжет
У школі Фоллбрук під час проведення щорічної церемонії нагородження «Вчитель року» помирає Норман Ворнер, якого учні обирали вчителем року протягом останніх 43 років. Славу свого батька хоче підхопити та примножити вчитель тієї ж школи Метт Ворнер, який завжди перебував у тіні свого батька. Але улюбленцем учнів стає новий вчитель історії Майкл Д'Анджело, який має дивовижну здатність знаходити спільну мову з учнями і якого за його веселу вдачу навіть колеги називають «Містером Ді». Метт Ворнер відчуває, що в нього немає жодних шансів перемогти містера Ді, і стає одержимим ідеєю дискредитувати його. Намагаючись знайти недолік у містері Ді, Метт слідує за ним по місту та відкриває таємницю: містеру Ді діагностували неоперабельний рак легенів, і йому залишилося недовго жити. Шокований вражаючим відкриттям та усвідомлюючи власну дріб'язковість, Метт поступово змінює свої методи викладання та в процесі завойовує серця своїх учнів. Коли містер Ді перестає приходити на уроки через прогресування раку, Метт підбадьорює учнів і веде баскетбольну команду до перемоги.
Фільм закінчується подіями через три роки. Метт і далі викладає. Протягом останніх двох років він отримував нагороду «Вчитель року», викладаючи подібно до містера Ді, який отримав цю нагороду у 2003 навчальному році.

## У ролях
| Актор          | Роль                        |
| -------------- | --------------------------- |
| Раян Рейнольдс | Майкл Д'Анджело / містер Ді |
| Ендрю Робб     | Ділан Ворнер                |
| Дейвид Пеймер  | Метт Ворнер                 |
| Джон Естін     | Норман Ворнер               |
| Кейт Вернон    | Еллі Ворнер                 |
| Кріс Готьє     | тренер Верн Коут            |
| Дон Маккін     | директор Бас                |
| Лейла Джонсон  | Деніз Девіс                 |
| Шайло Шарити   | Чейз Візерспун              |

## Критика
Критичні відгуки про фільм були неоднозначними. В цілому «Вчитель року» був визнаний цілком розважальним сімейним фільмом про дітей та дорослих, які вчаться цінувати свій час та одне одного.